# Saccobolus beckii
Saccobolus beckii är en svampart som beskrevs av Heimerl 1889. Saccobolus beckii ingår i släktet Saccobolus och familjen Ascobolaceae.  Arten är reproducerande i Sverige. Inga underarter finns listade i Catalogue of Life.